# Биббиа, Нино
Нино Биббиа (итал. Nino Bibbia; 15 мая 1922, Бьянцоне, Королевство Италия — 28 мая 2013, Санкт-Мориц, Швейцария) — итальянский скелетонист, чемпион зимних Олимпийских игр в Санкт-Морице (1948).

## Спортивная карьера
В детстве вместе с семьей переехал из Италии в швейцарский Санкт-Мориц. Повзрослев, начал заниматься торговлей овощами и одновременно добился спортивных успехов в бобслее и скелетоне, также занимался горными лыжами, хоккеем и прыжками с трамплина. В соревнованиях по Cresta Run, виду спорта похожему на скелетон, он выиграл 232 заездов, шесть раз становясь чемпионом мира, за что получил титул «Короля Cresta Runs». 
На зимних Олимпийских играх в Санкт-Морице (1948) спортсмен мечтал выступить сразу в пяти дисциплинах. Однако из-за напряжённого графика соревнований выступил только в бобслее и скелетоне. В скелетоне он стал олимпийским чемпионом, первым олимпийским чемпионом Италии в истории зимних Олимпийских игр. В 1946 и 1951 годах становился чемпионом Италии и Швейцарии по санному спорту. Последний раз принял старт в 1996 году в возрасте 73 лет.
На зимних Олимпийских играх в Турине (2006) один из поворотов на санно-бобслейной трассе был назван в его честь.